# Perpétua Almeida
Maria Perpétua de Almeida (Cruzeiro do Sul, 28 de dezembro de 1964) é uma professora, bancária, sindicalista e política brasileira, eleita deputada federal pelo estado do Acre. É filiada ao PCdoB desde 1987.

## Biografia
Filha de seringueiros, ela é professora e bancária, tendo presidido o Sindicato dos Bancários do Acre e, também, o diretório regional do Partido Comunista do Brasil (PC do B) no estado. Seu companheiro, Edvaldo Magalhães, é deputado estadual do Acre, com quem tem dois filhos.

## Carreira política
Ela conquistou o seu primeiro mandato político durante as eleições de 2000, quando se elegeu vereadora em Rio Branco. Nas eleições de 2002, ela obteve o mandato de deputada federal, a mais votada em duas eleições, sendo reeleita em 2006. 
Nas eleições de 2014 foi candidata ao Senado da República, pela coligação Frente Popular, que tinha o governador Tião Viana (PT), candidato a reeleição ao executivo. Perpétua recebeu 36% dos votos, cerca de 136 mil, terminando assim na segunda colocação. Seu concorrente, o então deputado Gladson Cameli (PP) foi eleito com 58% dos votos.
Em janeiro de 2016, foi nomeada para o cargo de secretaria de Produtos de Defesa (SEPROD) do Ministério da Defesa, tendo como uma das funções assessorar o ministro em questões da indústria bélica brasileira. Deixou o cargo em maio daquele ano.
Nas eleições de 2018, foi novamente candidata a deputada federal pelo PCdoB e conseguiu ser eleita com a sétima maior votação (18.374 votos).
Em 2022, não conseguiu obter a reeleição de seu mandato parlamentar.
Em fevereiro de 2023, ela foi nomeada para o cargo de diretora de Gestão da Agência Brasileira de Desenvolvimento Industrial (ABDI).